# Begonia tatoniana
Begonia tatoniana là một loài thực vật có hoa trong họ Thu hải đường. Loài này được R.Wilczek mô tả khoa học đầu tiên năm 1969.